# Pteris mettenii
Pteris mettenii är en kantbräkenväxtart som beskrevs av Oskar Kuhn. Pteris mettenii ingår i släktet Pteris och familjen Pteridaceae. Inga underarter finns listade.